# Artur Ekert
Artur Ekert (ur. 19 września 1961 we Wrocławiu) – polski fizyk teoretyczny zajmujący się fundamentami mechaniki kwantowej oraz kwantowym przetwarzaniem informacji. Profesor fizyki kwantowej na Wydziale Matematyki Uniwersytetu Oksfordzkiego, a także profesor honorowy Lee Kong Chian (Lee Kong Chian Centennial Professor) na Narodowym Uniwersytecie Singapuru oraz dyrektor Centrum Technologii Kwantowych na tym uniwersytecie. Laureat kilku nagród, w tym Medalu Hughesa (2007) przyznawanego przez Towarzystwo Królewskie w Londynie.

## Edukacja i kariera naukowa
Uczęszczał do rzeszowskiej Szkoły Podstawowej nr 8, a następnie do IV Liceum Ogólnokształcącego im. Mikołaja Kopernika w Rzeszowie, gdzie zdał maturę.
Następnie ukończył studia z zakresu fizyki na Uniwersytecie Jagiellońskim oraz na Uniwersytecie Oksfordzkim. W latach 1987–1991 był doktorantem w Wolfson College, gdzie odbywał studia pod kierunkiem Davida Deutscha oraz Keitha Burnetta. W swojej rozprawie doktorskiej pokazał, jak stan splątany może zostać wykorzystany do kwantowego przekazywania klucza kryptograficznego z zapewnieniem pełnego bezpieczeństwa przesyłania informacji. Po ukończeniu studiów doktorskich pracował w latach 1991–1994 na stanowisku Junior Research Fellow, a od 1994 r. jako Research Fellow w Merton College na Uniwersytecie Oksfordzkim. W tym okresie założył grupę badawczą przekształconą później w Centre for Quantum Computation, zajmującą się kryptografią kwantową oraz kwantowym przetwarzaniem informacji. Grupa ta została utworzona w Clarendon Laboratory na Uniwersytecie Oksfordzkim.
W latach 1998–2002 pracował jako profesor fizyki na Uniwersytecie Oksfordzkim i jako Fellow oraz Tutor in Physics w Keble College. W latach 1993–2000 zajmował także pozycję Howe Fellow w Royal Society.
W latach 2002–2007 zajmował stanowisko profesora (Leigh-Trapnell Professor of Quantum Physics) na  oraz stanowisko Professorial Fellow w King's College na Uniwersytecie w Cambridge.
W roku 2007 objął stanowisko profesora fizyki kwantowej w Mathematical Institute Uniwersytetu Oksfordzkiego oraz stanowisko profesora honorowego Lee Kong Chian (Lee Kong Chian Centennial Professor) na Narodowym Uniwersytecie Singapuru.

## Wyróżnienia
Za swoją pracę nad wykorzystaniem splątania w kryptografii Artur Ekert został nagrodzony w 1995 roku Medalem Maxwella przyznawanym przez Institute of Physics, a w roku 2007 Medalem Hughesa przyznawanym przez Royal Society. Artur Ekert jest również, jako uczestnik projektu IST-QuComm, współlaureatem Nagrody Kartezjusza za rok 2004 przyznawanej przez Unię Europejską za wybitne osiągnięcia w zakresie nauki i technologii będące rezultatem badań międzynarodowych na poziomie europejskim. W 2021 roku, na festiwalu upamiętniającym 100. urodziny Stanisława Lema został odznaczony Nagrodą Planety Lema w dziedzinie nauki za osiągnięcia w kryptografii kwantowej. W 2023 roku otrzymał nagrodę Milnera przez Towarzystwo Królewskie w Londynie.

## Zainteresowania naukowe
Zainteresowania naukowe Artura Ekerta obejmują dziedzinę przetwarzania informacji w systemach kwantowomechanicznych, ze szczególnym uwzględnieniem kryptografii i obliczeń kwantowych.
W swojej pracy z 1991 roku wprowadził, bazując na nierównościach Bella, oparty na splątaniu protokół kwantowej dystrybucji klucza. Eksperymentalna realizacja zaproponowanego protokołu została wykonana w 1992 przy współpracy naukowców z Defence Research Agency. Jednocześnie wprowadził pojęcia spontanicznego parametrycznego obniżenia częstości, kodowania fazy oraz interferometrii kwantowej do słownika kryptografii.
Ekert jako pierwszy rozwinął koncepcję dowodu bezpieczeństwa opartego na puryfikacji splątania. Udowodnił też, że prawie każda kwantowa bramka logiczna działająca na dwóch kubitach jest uniwersalna. Zaproponował również jedne z pierwszych realistycznych implementacji obliczeń kwantowych – przy wykorzystaniu indukowanego oddziaływania dipol-dipol w sterowanym optycznie układzie kropek kwantowych oraz przy wykorzystaniu interferometrii Ramseya. Wprowadził również bardziej stabilne geometryczne kwantowe bramki logiczne oraz zaproponował wolne od szumów kodowanie, które obecnie znane jest jako podprzestrzenie wolne od dekoherencji.
Inne ważne prace Ekerta dotyczą wymiany stanów kwantowych, szacowania optymalnych stanów kwantowych oraz transferu stanów kwantowych. Jest również znany z prac nad połączeniem pojęcia dowodów matematycznych oraz praw fizyki, jak również z popularnonaukowych publikacji z dziedziny historii nauki.
Współautor pracy (wraz z m.in. Andrzejem Draganem) dotyczącej dopuszczalności istnienia tachionów w ramach szczególnej teorii względności.